# Gerhard Wöhrl
Gerhard Wöhrl (* 26. November 1944 in Nürnberg) ist ein deutscher Unternehmer der Textilbranche. Bis 2017 war er Inhaber der in Nürnberg ansässigen Rudolf Wöhrl AG.

## Leben
Der ehemalige Vorstandsvorsitzende der Rudolf Wöhrl AG ist der älteste Sohn des Firmengründers Rudolf Wöhrl.
Nach einer Ausbildung zum Bankkaufmann in Nürnberg gründete Gerhard Wöhrl 1966 gemeinsam mit seinem zwei Jahre jüngeren Bruder Hans Rudolf Wöhrl mit den Carnaby-Shops eine eigene Boutiquen-Linie.
Zur selben Zeit nahm er an der Universität Nürnberg-Erlangen das Betriebswirtschaftsstudium auf und ging im Anschluss zu INSEAD ins französische Fontainebleau, wo er 1970 den Abschluss zum Master of Business Administration (MBA) erwarb. Im selben Jahr trat er gemeinsam mit dem jüngeren Bruder die Nachfolge des Vaters als geschäftsführender Gesellschafter der Firma Wöhrl an.
Mit der Umwandlung des Unternehmens in eine Familien-AG zog sich der dreifache Vater 2002 aus dem operativen Geschäft zurück und wechselte in den Aufsichtsrat. 2004 erwarb er die Aktienmehrheit und leitete die mit einem Trading Up verbundene erfolgreiche Neuausrichtung des Unternehmens ein. Von 2007 bis April 2010 bekleidete er die Position des Vorstandsvorsitzenden, um das strategische und operative Geschäft zu koordinieren und die Restrukturierungsaktivitäten umzusetzen.
Seit seinem Rückzug aus dem operativen Geschäft im April 2010 engagiert sich der Unternehmer als Mitbegründer der Stiftung WÖHRL for Kids stark im sozialen Bereich. Ziel seiner Stiftungsarbeit ist die Unterstützung, lokaler und überregionaler Hilfsprojekte für Kinder im sozialen, karitativen, kulturellen und sportlichen Bereich. Darüber hinaus bekleidete Gerhard Wöhrl von 1975 bis 2004 die Position des ehrenamtlichen belgischen Honorarkonsuls für Nordbayern.
In 2012 ist Wöhrl bei der Adler Modemärkte AG eingestiegen und hat den Anteil bis 2013 auf 5,03 % aufgestockt – das Investitionsvolumen lag bei rd. 4,7 Millionen Euro. Im Zuge der Insolvenz von Adler Modemärkte hat sich Wöhrl im Juli 2021 von 2,74 % der Aktien getrennt, die restlichen verbliebenen 2,29 % der Aktien haben derzeit einen Gegenwert von rd. 33.800 Euro.